# شقران حلو الرائحة
شقران حلو الرائحة (الاسم العلمي:Puccinia suaveolens) هو نوع من الفطريات يتبع جنس الشقران من الفصيلة الشقرانية.